# Autoportret I
Autoportret I – debiutancki album muzyczny Mirosława Czyżykiewicza, wydany w 1989 roku nakładem wytwórni Polskie Nagrania.
Jest to wybór autorskich piosenek Czyżykiewicza z lat 1980 –1988. Nagrania zarejestrowano „na żywo” w Teatrze  im. S. I. Witkiewicza w Zakopanem 25 i 26 kwietnia 1988 roku.
Płyta Autoportret I została wydana w ramach akcji „Płyta dla autora” zorganizowanej przez Program 3 Polskiego Radia przy wsparciu Tygodnika Akademickiego „ITD”, Akademickiego Biura Kultury i Sztuki ZSP „Alma Art” oraz P.P. „Polskie Nagrania”. Planowano wydanie pięciu albumów. W plebiscycie przeprowadzonym wśród radiosłuchaczy wyłoniono następujących wykonawców: Mirosława Czyżykiewicza, Andrzeja Garczarka, Konrada Maternę, Grzegorza Tomczaka oraz Jacka Kleyffa. Drugim i ostatnim albumem wydanym w tej serii była Płyta Andrzeja Garczarka, gdzie w utworze otwierającym, zatytułowanym „Zamojszczyzna”, Mirosław Czyżykiewicz zagrał na harmonijce. Na zmianę planów wydawniczych wpłynęła zmiana ustroju politycznego w Polsce.
19 sierpnia 2000 Autoportret I został wydany ponownie jako część albumu Superata (Świat widzialny / Autoportret I) (nakładem Pomaton EMI).

## Lista utworów (1989,LP)
Strona A:
| 01 . | „Autoportret 1”                   | 1:57  |
|      |                                   |       |
| 02 . | „Pierwszy śnieg”                  | 3:05  |
|      |                                   |       |
| 03 . | „Kołysanka dla Olgi (córce)”      | 3:25  |
|      |                                   |       |
| 04 . | „Do poetów (Leonardowi Cohenowi)” | 4:15  |
|      |                                   |       |
| 05 . | „Piosenka żigolaka”               | 1:52  |
|      |                                   |       |
| 06 . | „Jednym szeptem”                  | 2:02  |
|      |                                   |       |
|      |                                   | 16:36 |
|      |                                   |       |
Strona B:
| 01 . | „Laura”                                      | 3:35  |
|      |                                              |       |
| 02 . | „Portret”                                    | 2:37  |
|      |                                              |       |
| 03 . | „Romans o 5 nad ranem”                       | 2:45  |
|      |                                              |       |
| 04 . | „Walc na latającym dywanie (A. Garczarkowi)” | 1:55  |
|      |                                              |       |
| 05 . | „Rady blus”                                  | 2:15  |
|      |                                              |       |
| 06 . | „Przejazdem (Rodzicom)”                      | 2:45  |
|      |                                              |       |
| 07 . | „A ty...”                                    | 2:33  |
|      |                                              |       |
|      |                                              | 18:25 |
|      |                                              |       |

## Lista utworów (Superata, 2000, 2CD)
Autoportret I:
| 01 . | „Początek czarnej płyty”                             | 0:30  |
|      |                                                      |       |
| 02 . | „Autoportret 1”                                      | 2:05  |
|      |                                                      |       |
| 03 . | „Pierwszy śnieg”                                     | 3:10  |
|      |                                                      |       |
| 04 . | „Kołysanka dla Olgi (córce)”                         | 3:33  |
|      |                                                      |       |
| 05 . | „Tak jest… (tekst)”                                  | 0:37  |
|      |                                                      |       |
| 06 . | „Do poetów (Leonardowi Cohenowi)”                    | 4:15  |
|      |                                                      |       |
| 07 . | „Piosenka żigolaka”                                  | 2:05  |
|      |                                                      |       |
| 08 . | „Biały wiersz (tekst)”                               | 1:25  |
|      |                                                      |       |
| 09 . | „Jednym szeptem”                                     | 2:14  |
|      |                                                      |       |
| 10 . | „Laura”                                              | 3:42  |
|      |                                                      |       |
| 11 . | „Portret”                                            | 2:46  |
|      |                                                      |       |
| 12 . | „Sercowy kamień (tekst)”                             | 0:50  |
|      |                                                      |       |
| 13 . | „Romans o 5 nad ranem”                               | 2:54  |
|      |                                                      |       |
| 14 . | „U Łuczaka… (tekst)”                                 | 0:52  |
|      |                                                      |       |
| 15 . | „Walc na latającym dywanie (Andrzejowi Garczarkowi)” | 1:55  |
|      |                                                      |       |
| 16 . | „Pod budką z piwem (tekst)”                          | 0:32  |
|      |                                                      |       |
| 17 . | „Rady Blus”                                          | 2:16  |
|      |                                                      |       |
| 18 . | „Przejazdem (rodzicom)”                              | 2:55  |
|      |                                                      |       |
| 19 . | „A ty...”                                            | 3:19  |
|      |                                                      |       |
|      |                                                      | 41:55 |
|      |                                                      |       |
Czasy trwania utworów podano na podstawie danych w serwisie Interia.
Na tym wydaniu, bezpośrednio po części zatytułowanej Autoportret I znalazło się jeszcze 11 dodatkowych autorskich utworów Czyżykiewicza z lat 1980–1989. Zobacz więcej w artykule: Superata (album).

## Twórcy
Dotyczy wydania winylowego z 1989 roku:
- Słowa i muzyka: Mirosław Czyżykiewicz
- Nagrania: Polskie Radio – Program III
- Realizacja nagrań: Marian Kukuła
- Remiks: Andrzej Brzoska
- Redaktor nagrań: Janusz Deblessem
- Projekt graficzny: Mirosław Czyżykiewicz (jako „Czyżyk”)
- Fotografie: Henryk Sosnowski, Wojtek Niedzielko.